# سبک قدیمی و سبک جدید گاه‌شماری میلادی
سبک قدیمی (OS) و سبک جدید (NS) به ترتیب نشان دهنده سیستم‌های گاه‌شماری قبل و بعد از یک تغییر تقویم هستند. معمولاً این تغییر از تقویم ژولینی به تقویم میلادی است که در کشورهای مختلف اروپایی بین سال‌های ۱۵۸۲ تا قرن ۲۰ به تصویب رسیده‌است.
در انگلستان، ولز، ایرلند و مستعمرات آمریکایی بریتانیا، دو تغییر تقویم، هر دو در سال ۱۷۵۲ رخ داد. اولی شروع سال جدید را از روز بانو (۲۵ مارس) به ۱ ژانویه (کاری که اسکاتلند از سال ۱۶۰۰ انجام داده بود) اصلاح کرد، در حالی که دومی تقویم ژولینی را به نفع تقویم میلادی کنار گذاشت و برای انجام آن ۱۱ روز از تقویم سپتامبر ۱۷۵۲ را حذف کرد.  برای لحاظ کردن دو تغییر تقویمی، نویسندگان از گاه‌شماری دوگانه برای شناسایی یک روز معین با ذکر تاریخ آن بر اساس هر دو سبک تاریخ‌گذاری استفاده کردند.
برای کشورهایی مانند روسیه که هیچ تغییری در شروع سال صورت نگرفت، OS و NS به سادگی سیستم‌های گاه‌شماری جولیان و گریگوری را نشان می‌دهند. بسیاری از کشورهای ارتدوکس شرقی همچنان از تقویم قدیمی ژولینی برای اهداف مذهبی استفاده می‌کنند.